# Сарга (Старошайговський район)
Са́рга (рос. Сарга, ерз. Оргам) — село у складі Старошайговського району Мордовії, Росія. Входить до складу Старошайговського сільського поселення.
Населення — 38 осіб (2010; 108 у 2002).
Національний склад (станом на 2002 рік):
- мокшани — 100 %